# 道の駅たたらば壱番地

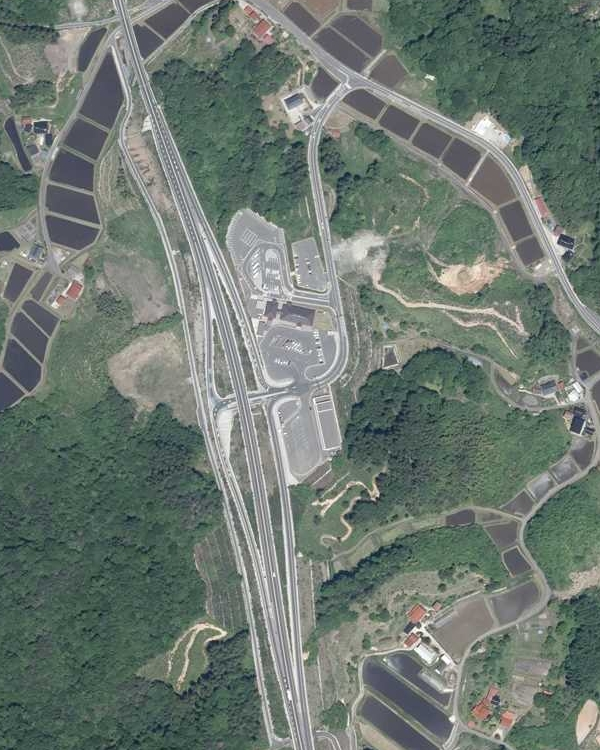
。雲南吉田インターチェンジ含め道の駅周辺。

道の駅たたらば壱番地（みちのえき たたらばいちばんち）は、島根県雲南市吉田町吉田にある雲南市道の道の駅である。隣接して松江自動車道雲南吉田ICが設けられている。
たたらば壱番地とは、『秘密結社鷹の爪』に登場する「吉田くん」の住所。

## 歴史
- 2012年（平成24年）9月14日 : 登録[1]。
- 2013年（平成25年）
  - 3月17日 : 一部開業。（駐車場、休憩所、情報コーナーのみ。）[要出典]
  - 3月30日 : 正式開業[2]。

## 施設
- 駐車場[4]
  - 道の駅側（一般道路区域）
    - 小型車 : 22台
    - 大型車 : 5台
    - 身体障害者用 : 2台

  - 松江自動車道雲南吉田チェーンベース側（自動車専用道路区域）
    - 小型車 : 25台
    - 大型車 : 4台
- トイレ
  - 男性 : （小 5器・大 2器）
  - 女性 : 7器
  - 身体障害者用 : 1器
- 売店 (8:30 - 19:30)
- 軽食 (8:30 - 19:30)
- レストラン (10:30 - 19:30※ラストオーダー19:00[5])
- 産直市
- 休憩所
- 情報コーナー

## 休館日
- 年中無休

## アクセス

### 道路
- 雲南市道雲南吉田インター線[6]
- E54 松江自動車道 雲南吉田IC 降りてすぐ[7]
  - 三次東JCT（三次東IC / 尾道自動車道 / 中国自動車道）方面 - 高野IC - 雲南吉田IC（道の駅たたらば壱番地） - 吉田掛合IC - 宍道JCT（山陰自動車道）方面

### 公共交通機関
たたらば壱番地 バス停があり、都市間高速バスと雲南市民バス、飯南町生活路線バスが発着している。
- 雲南市民バス 吉田大東線
- 飯南町生活路線バス 赤名吉田線
- 都市間高速バス グランドアロー号（広島 - 松江 一畑バス・広島電鉄）
  - 広島駅新幹線口・広島バスセンター方面 - 三次インター - たたらば壱番地 - 木次高速 - 松江駅方面
- 都市間高速バス みこと号（広島 - 出雲 一畑バス・JRバス中国）
  - 広島駅新幹線口・広島バスセンター方面 - 三次インター - 道の駅たかの - たたらば壱番地 - 下熊谷バスセンター - 出雲市駅

## 周辺
- 島根県道38号掛合上阿井線

## 隣
E54 松江自動車道
(3)高野IC/道の駅たかの - 大万木トンネル -  (4)雲南吉田IC/道の駅たたらば壱番地 - (5)吉田掛合IC